# Lycodon flavomaculatus
Espèce
Statut de conservation UICN

 LC  : Préoccupation mineure
Lycodon flavomaculatus est une espèce de serpent de la famille des Colubridae.

## Répartition
Cette espèce est endémique d'Inde. Elle se rencontre dans les États de Gujarat et de Maharashtra.

## Description
Dans sa description Wall indique que le spécimen en sa possession mesure environ 35 cm. Son dos est noir brillant avec une série de taches médianes rondes jaunes. Sa tête est noire avec les lèvres blanches. Sa face ventrale est blanc nacré. Cette espèce ne présente pas de collier.

## Étymologie
Son nom d'espèce, du latin flavus, « jaune », et maculatus, « tacheté », lui a été donné en référence à sa livrée.

## Publication originale
- Wall, 1907 : Some new Asian snakes. Journal of the Bombay Natural History Society, vol. 17, no 3, p. 612-618 (texte intégral).